# Madame Ka
 (mai 2014).
Madame Ka est une pièce de théâtre de Noëlle Renaude parue en 1999.
Madame Ka est une pièce machinique structurée en fragments mettant en scène des moments singuliers de la vie de Madame Ka.
Chaque scène est introduite par un titre qui a toute sa place dans la lecture ou la mise en scène de la pièce exemple « Là, Madame Ka va se chercher un tas d'excuses » ou « Madame Ka s'est inscrite à la salle de gymnastique le vendredi de dix à onze. Elle se dévêt dans l'étroit vestiaire qu'encombrent L'Énorme femme et la Toute petite femme ».
La pièce est rythmée par des gestes, des actions, des fractions de temps.
Madame Ka n'a pas une fonction précise de personnage, mais de rouage mécanique. Aux prises avec des machines humanisées et des humains mécanisés Madame Ka est une figure vaillante du désastre.
La pièce a été créée par Florence Giorgetti en 2001, à la Faïencerie de Creil et au Théâtre des Abbesses, sélectionnée au festival de Bonn.

## Personnages de la pièce
Les personnages en gras reviennent dans plusieurs scènes.
- Mme Ka
- L'âme en pleurs de la mère défunte
- L'ancien professeur de philosophie
- Un pervers sans grâce
- La simplette
- La brute
- Le peintre G
- La poule ébouriffée
- Le vendeur
- Mme Jules
- La lettre
- M. Ka
- La mère de M. Ka
- Margerie
- Un deuxième inconnu dans le métro
- Un premier inconnu dans le métro
- Louisa
- M. Hulot
- Mme Hulot
- Frelon
- La toute petite femme
- L'énorme femme
- L'hallucination
- Mme Thérèse
- La présidente
- Le jeune homme très blond
- Carole Louis
- Jean-Pascal
- L'unique poème
- Le très vieil homme
- La femme qui vend des petits paniers
- Le passant
- Voix de synthèse
- Le petit mot
- L'oiseau parleur
- Le crabe vert
- Le poux de sable
- L'ophtalmologiste
- Le coiffeur
- L'impresario domestique
- Nougat
- Deux hommes en bleu
- Un homme bâti comme une toupie
- Un cadre journal en main
- Un groupe d'Indonésiens
- Un adolescent cou de poulet
- Un adolescent yeux fendus
- Un répondeur
- Benjamin
- François
- La future Mme Ka
- Sigfried
- Un peintre
- Voix d'ouvrier
- Le policier
- Le douanier
- Le voyageur
- Nous
- Mme Bourriau
- Le mort
- Une fillette
- Un barbu père probable de la fillette
- Un spécialiste
- Le frère de Mme Ka
- Son dentiste
- Mme Charles
- Vous savez qui
- Les Belfond
- Une bande de souris délurées
- Le mode technique
- Le facteur
- Le fruitier
- La fruitière
- Les jumelles des fruitiers
- Vous
- Les vôtres (l'un et l'autre)
- Le glacier
- Un couple
- Une jeune touriste

## Mises en scène
- Madame Ka, mis en scène par Valérie Poirier, avec le troupe jehanne04 de Neuchâtel (Suisse) en janvier 2009